# Grigorij Semjonov
Grigorij Ivanovič Semjonov (rusky Григорий Иванович Семëнов, 1891 – 1937) byl člen strany Eserů, který dne 20. června 1918 zabil ruského politika V. Volodarského.
Narodil se 29. listopadu 1891 v úřednické rodině v estonském městě Jurjev a dostalo se mu domácího vzdělání. Ve svých čtrnácti letech začal pomáhat podzemní anarchistické organizaci. Poprvé byl zatčen v roce 1907 a odseděl si deset měsíců. Roku 1912 se stal členem Strany socialistů-revolucionářů neboli „eserů“. V témže roce ovšem odjel za svými bratry do Francie. Tam pracoval v Marseille a v Nice jako elektromontér.
Během první světové války se vrátil do Ruska, byl povolán a sloužil v Pobaltí jako instruktor obsluhy trafostanice. Po únorovém převratu se v dubnu 1917 stal členem výkonného výboru Petrohradského sovětu.
Během června 1918 organizoval vraždu bolševického politika Moiseje Markoviče Goldštejna a připravoval i atentát na V. I. Lenina.
22. října 1918 byl zatčen, vězněn byl do dubna následujícího roku, kdy byl osvobozen na přímluvu gruzínsko-ruského politika Avela Jenukidze. Od října 1919 byl pověřencem tzv. Ufimské delegace, což byla frakce eserů, jež zvolila spolupráci s bolševiky. V lednu 1921 vstoupil do KSR(b) a jakožto pracovník GRU byl vyslán na ilegální úkoly do Německa.
V roce 1922 patřil při procesu s esery formálně mezi obviněné a byl odsouzen k zastřelení, nicméně vzápětí byl osvobozen od všech trestů s přihlédnutím ke své „naprosté kajícnosti“ (fakticky aktivně spolupracoval s obžalobou).
Mezi lety 1927 a 1929 působil z pověření strany v Číně.
Z komunistické strany byl vyloučen dvakrát: v roce 1929 a v roce 1935, pokaždé však bylo jeho členství záhy obnoveno.
V listopadu 1935 byl již jako brigádní komisař vyslán do Mongolska a o rok později do občanské války ve Španělsku, odkud byl v lednu 1937 odvolán a došlo k jeho poslednímu zatčení, po němž následoval 8. října rychlý soud a poprava zastřelením v tentýž den.
Rehabilitován byl v srpnu 1961.